# Oblivia mikanioides
Oblivia mikanioides là một loài thực vật có hoa trong họ Cúc. Loài này được (Britton) Strother mô tả khoa học đầu tiên năm 1989.